# Konrad Emil Bloch
Konrad Emil Bloch (Neisse, Szilézia, 1912. január 21. – Lexington, Massachusetts, 2000. október 15.) német-amerikai biokémikus. 1964-ben Feodor Lynennel közösen orvostudományi Nobel-díjban részesült, mert "felderítette a koleszterin és a zsírsavak metabolizmusának mechanizmusát és szabályozását".

## Tanulmányai
Konrad Bloch 1912. január 21-én született az akkor Németországhoz (ma Lengyelországhoz) tartozó felső-sziléziai kisvárosban, Neissében. Zsidó származású családja a felső középosztályhoz tartozott, apja Frederich Bloch gyártulajdonos, anyja Hedwig Bloch (született Striemer) volt. Szülővárosában végezte el az elemi iskolát és a reálgimnáziumot, 1930-ban pedig kémiát kezdett tanulni a müncheni Technische Hochschule-ban. Érdeklődése a szerves kémia és a természetes anyagok kémiája felé irányult, amiben nagy szerepe volt tanárának, Hans Fischernek (aki 1930-ban kémiai Nobel-díjban részesült).

## Menekülése Németországból
Hitler hatalomra jutása után megkezdődtek a zsidóüldözések, és Bloch 1934-ben – már vegyészmérnöki diplomával a zsebében – Svájcba menekült, ahol Fischer támogatásával a davosi Schweizerische Forschungsinstitutban talált állást. Itt kezdte el biokémiai kutatómunkáját, először a gümőkór kórokozójának foszfolipidjeit tanulmányozva. Megcáfolta a korábbi állítást, hogy a baktérium koleszterint tartalmazna. Egyes eredményei eltértek attól, amit a terület akkori fő szaktekintélye, az amerikai R. J. Anderson közölt, ezért Bloch felvette vele a kapcsolatot és meglepetésére Anderson neki adott igazat. 1936-ban lejárt a tartózkodási engedélye és Bloch más lehetőség híján, Anderson segítségét kérte, aki szerzett neki egy asszisztensi állást a Yale Egyetemen. Bár az állással nem járt fizetés, elég volt ahhoz, hogy Bloch megkapja az amerikai vízumot. 

## Amerikai munkássága
New Yorkba való érkezése után a Wallerstein Alapítvány támogatásával a Columbia Egyetemen kezdett el biokémiát tanulni, 1938-ban pedig PhD fokozatot szerzett. Ezután csatlakozott Rudolf Schoenheimer csoportjához, ahol a koleszterin bioszintézisét kezdte el feltérképezni. Schoenheimer Blochhoz hasonlóan a nácik elől menekült Németországból az USA-ba, és ő volt az első aki izotópokkal jelölt szerves molekulákat használt az anyagcsere folyamatainak felderítésére. Schoenheimer 1941-es halála után Bloch a Chicagói Egyetemen biokémiai tanársegédként folytatta a munkát, aminek során felderítette a bonyolult koleszterinmolekula mind a 27 szénatomjának eredetét és bioszintézisének több mint harminc lépését. 1948-ban adjunktussá, 1950-ben pedig professzorrá nevezték ki.
1953-tól kezdve egy évet a zürichi Eidgenössische Technische Hochschuléban töltött, ahol a Nobel-díjas Leopold Ružičkával és Vladimir Preloggal dolgozott együtt.
1954-től a Harvard Egyetem biokémiaprofesszora, 1968-tól pedig a biokémiai tanszék vezetője lett. Kutatómunkája a glutation, a terpének és szterolok, valamint a telítetlen zsírsavak bioszintézisére irányult, ezenkívül foglalkozott a biokémiai evolúcióval is. 

## Elismerései
1964-ben a koleszterin és a zsírsavak metabolizmusán végzett munkáját orvostudományi Nobel-díjjal honorálták (Feodor Lynennel megosztva).
Konrad Bloch számos tudományos társulatnak, többek között a brit Royal Societynek és az amerikai National Academy of Sciences-nek volt a tagja. Ellátta az elnöki tisztet A Biokémikusok Amerikai Társaságában, az Amerikai Tudományos Akadémia biokémiai szekciójában és Nemzetközi Biokémiai Szövetség amerikai bizottságában. 1988-ban Nemzeti Tudományos Éremmel tüntették ki. 

## Családja
Konrad Bloch 1941-ben házasodott össze Lore Teutsch-csal, akivel még Münchenben ismerkedett meg. Két gyermekük született, Peter és Susan.
Konrad Emil Bloch 2000. október 15-én hunyt el szívroham következtében.